# Каурова, Ксения Дмитриевна
Ксения Дмитриевна Каурова (17 января 2004) — российская футболистка, нападающая клуба «Рязань-ВДВ».

## Биография
Воспитанница детско-юношеских команд клуба «Зоркий» (Красногорск), помимо футбола занималась мини-футболом. В 2019 году выступала на взрослом уровне за клуб второго дивизиона России (первенство Московской области) СШОР из Ногинска, забила 11 голов в 11 матчах, в том числе в одной игре отличилась 6 раз, ещё в одной — трижды.
В августе 2020 года перешла в московский «Локомотив», где более года выступала только за молодёжную команду. В основной команде сыграла первый матч в чемпионате России 13 ноября 2021 года против клуба «Звезда-2005», вышла на замену на 87-й минуте вместо Кристины Черкасовой. Этот матч остался для спортсменки единственным в 2021 году, а её клуб завоевал чемпионский титул. На конец сезона 2024 является лучшим бомбардиром в истории Молодёжного первенства (39 мячей за четыре сезона).
В середине сезона 2025 перешла в «Рязань-ВДВ» на правах аренды.
В сентябре 2021 года дебютировала в составе молодёжной сборной России. В 2023 году вызывалась в основной состав сборной России, но в товарищеских матчах на поле не выходила.